# Fair use
O fair use (do inglês: "uso honesto", "uso aceitável") é um conceito da legislação dos Estados Unidos (um instituto jurídico da lei norte-americana) que permite o uso de material protegido por direitos autorais sob certas circunstâncias (uso livre), sem a necessidade de pedir a autorização e sem a necessidade de pagamento de tributos ao autor; como o uso educacional (incluindo múltiplas cópias para uso em sala de aula), para crítica, comentário, divulgação de notícia e pesquisa. Outros países têm leis semelhantes, porém sua existência e aplicabilidade variam de país para país. A doutrina do fair use segue um teste de quatro fatores. O termo fair use refere-se unicamente aos Estados Unidos, ainda que princípio semelhante exista em algumas outras jurisdições baseadas na Common-law. A lei de marca registrada dos Estados Unidos também incorpora a defesa do fair use. Embora os nomes sejam idênticos, as doutrinas são bastante diferentes.

## Etimologia
A expressão "fair use" traduzido literalmente para o português representa: "uso honesto", "uso justo", "uso aceitável", uma exceção no direito autoral.

## Nos Estados Unidos
O conceito legal de "copyright" foi pela primeira vez ratificado pela Grã-Bretanha em 1709. Não foi criado na altura espaço para a reprodução não autorizada de conteúdos neste novo direito. Os tribunais gradualmente criaram uma doutrina de fair abridgement, que mais tarde se tornou em fair use, e que reconhecia a utilidade destas acções. A doutrina só existiu nos Estados Unidos como Common-law, até que foi incorporada no "United States Copyright Act of 1976" do qual se transcreve um excerto.

Apesar das provisões das secções 106 e 106A, a utilização razoável de um trabalho sob direito de autor, incluindo a sua reprodução em cópias ou registos sonoros ou por qualquer outra forma especificada nesta secção, para fins de crítica, comentário, reportagem de notícias, ensino (incluindo múltiplas cópias para uso em sala de aula), ou investigação não é uma infracção no direito de autor.
Para determinar se a utilização feita de um trabalho para um caso particular é "fair use" os factores a serem considerados são os seguintes:
1. o propósito e tipo de utilização, incluindo se o mesmo é de natureza comercial ou educacional sem fins lucrativos;
2. a natureza do trabalho copiado;
3. a quantidade e proporcionalidade do copiado em relação ao todo; e
4. o efeito do uso relativamente ao mercado potencial ou valor do trabalho sob direito de autor.

O facto de um trabalho ainda não ter sido publicado não será obstáculo à consideração de "fair use", se forem devidamente considerados todos os factores acima.

Os quatro factores de análise para o fair use mencionados acima derivam da clássica opinião do caso em Folsom v. Marsh, 9 F.Cas. 342 (1841), em que o réu tinha copiado 353 páginas do queixoso, uma biografia de 12 volumes de George Washington de forma a produzir um trabalho de 2 volumes de sua autoria. O tribunal rejeitou a defesa de "fair use" com a seguinte explicação:

Um comentador pode citar de forma justa passagens extensas do trabalho original, se a sua concepção for realmente para fins críticos razoáveis. Por outro lado, está claro que neste caso são citadas a maior parte do trabalho, para mostrar o mesmo e não para fins críticos, mas para substituir a necessidade do original, neste caso será considerado uma pirataria…
Em resumo devemos frequentemente olhar para a natureza e objectos das escolhas (de texto citado) efectuadas, e considerar de que forma o uso do material sob direito de autor pode prejudicar as vendas, ou diminuir os lucros do trabalho original.

É importante salientar que, uma vez que estes factores foram codificados como guias de orientação no USC § 107, estas não são tidas como exclusivas. A secção foi criada pelo Congresso para reforçar, mas não para substituir, a anterior prática jurídica (Common-law). Os tribunais têm o dever de considerar outros factores também.
O "fair use" balança os direitos exclusivos do direito de autor, com a finalidade da lei de direitos de autor, cuja constituição dos Estados Unidos define como a promoção do "progresso das ciências e das artes aplicadas" (I.1.8).
Alguns comentadores já sugeriram que algumas formas da defesa de "fair use" é requerida pela Primeira Emenda da Constituição dos Estados Unidos, porque sem uma cópia parcial, algumas coisas simplesmente não podem ser ditas. Esta analise aplica-se particularmente no caso da crítica. Também são requerida outras limitações aos direitos exclusivos do direito de autor relativamente a lugares-comuns, (por exemplo um beijo ao pôr do sol, um bolo em forma de coração…)

### Finalidade e personalidade
O primeiro factor questiona se o uso em questão pretende o enriquecimento cultural do público em geral e o estímulo da criatividade ou se pretende apenas substituir o objecto copiado por razões de promoção pessoal ou lucro. Para justificar o uso como justo, o defensor deve demonstrar como este uso promove o avanço do conhecimento ou o progresso das artes através da adição de algo novo.
Uma consideração chave é até que ponto o uso pode ser considerado "transformativo", em oposição a meramente "derivativo". Quando Tom Forsythe apropriou-se da boneca Barbie para o seu projecto fotográfico "Cadeia Alimentar Barbie", a Mattel perdeu a causa na acusação de violação de direito de autor e de direito de marca registada, porque o seu trabalho constitui realmente uma paródia à Barbie e aos valores que ela representa. (cf. the 2003 9th Circuit case Mattel Inc. v. Walking Mountain Productions)
Contudo, quando Jeff Koons tentou justificar a sua apropriação da fotografia de Art Rogers' "Puppies" na sua escultura "String of Puppies" com a mesma argumentação de que consistia numa paródia, ele perdeu porque o seu trabalho não foi apresentado como uma paródia da fotografia de Roger, mas da sociedade em geral, o que foi considerado justificação insuficiente. (ver Rogers v. Koons 960 F.2d 301). Desta forma mesmo que um trabalho seja considerado transformativo, essa transformação deve ser apropriada.
O sub-factor mencionado na legislação acima sobre se um uso é de natureza comercial ou se é para fins educacionais e sem fins lucrativos tem sido desvalorizado em alguns meios, "uma vez que muitos, se não mesmo a maioria de usos secundários procuram, de alguma forma, uma vantagem comercial de qualquer tipo." (American Geophysical Union, 60 F.3d at 921).

### Natureza do trabalho copiado
Apesar do Tribunal Supremo dos Estados Unidos ter regulamentado que a possibilidade de protecção pelo direito de autor não deverá depender da qualidade artística ou do mérito do trabalho em causa, a doutrina "fair use" considera certos aspectos do trabalho copiado, como por exemplo o facto de ser ficção ou documentário; de forma a prevenir a posse privada de trabalho que por direito pertence ao domínio público, factos e ideias não podem ser protegidos pelo direito de autor, apenas a sua particular expressão ou gravação merece tal protecção.
Por outro lado, a utilidade social da informação livremente disponível pode pesar contra a apropriação de copyright de certas gravações. O filme de Zapruder do assassinato do Presidente Kennedy, por exemplo, foi comprado e restringido pelo direito de autor pela revista "Time". Contudo o seu copyright não foi mantido, em nome do interesse público, quanto os detentores do direito de autor tentaram usufruir dos mesmos na publicação de fotogramas do mesmo num livro de história sobre o assunto (ver Time Inc. v. Bernard Geis Associates, 293 F. Supp. 130).
Seguindo as decisões da segunda instância em Salinger v. Random House, Inc. 650 F. Supp. 413 (S.D.N.Y. 1986), e em New Era Publications Int'l v. Henry Holt & Co., 695 F. Supp. 1493 (S.D.N.Y. 1988), relativamente ao facto de que o trabalho copiado ter sido anteriormente publicado um comentador afirmou que: "o interesse do autor original em controlar as circunstâncias da sua primeira revelação do seu trabalho, ou em decidir não publicar é genuíno", tendo o tribunal considerado este direito como mais importante que outras considerações. Contudo alguns vêm aqui uma importação de certos aspecto da lei francesa, o droit moral d'artiste, considerando-a "bizarra e contraditória", porque de alguma forma garante mais protecção a trabalhos criados para fins privados, que estão pouco relacionados com os objectivos da lei de direito de autor, concebida para proteger trabalhos públicos. Com isto não pretendem clamar que trabalhos não publicados ou mais especificamente não destinados a publicação não merecem protecção legal, mas sim, que tal protecção deve vir de leis sobre a privacidade, em vez de leis sobre o direito de autor. Esta questão ainda não está encerrada nos tribunais.

### Quantidade e substancialidade
O terceiro factor assenta na quantidade ou percentagem do original que foi importado no novo trabalho. Em geral quanto menos for usado relativamente ao todo (por exemplo algumas frases de texto numa crítica literária de um livro), mais provavelmente a utilização será considerada "fair use". Contudo ver o caso Sony Corp. v. Universal City Studios no qual a cópia de programas inteiros para uso privado foi considerado "fair use". Pelo contrário em Harper & Row, Publishers, Inc. v. Nation Enters., 471 U.S. 539 (1985), a utilização de menos de 400 palavras das memórias do Presidente Ford por uma revista de opinião política foi considerada como infracção, porque essas palavras representavam o "coração do livro" e como tal, substanciais.
Antes de 1991, efectuar "samples" (misturas) em determinados géneros de música era considerado prática aceitável, e as considerações acima referidas eram largamente consideradas irrelevantes. A decisão contra o Rapper Biz Markie pela apropriação de uma música de Gilbert O'Sullivan deu origem ao caso Grand Upright v. Warner 780 F. Supp. 182 (S.D.N.Y. 1991) e mudou as práticas e opiniões do dia para a noite. As misturas e os samples tinham agora que ser licenciados sempre que pudessem ser reconhecidos de forma legal (ver Bridgeport Music Inc. v. Dimension Films, 230 F. Supp.2d at 841). Noutras palavras, um sampling mínimo era ainda considerado justo e livre porque tradicionalmente a lei não se preocupava com "trifles". A recente "Sixth Circuit Court decision" no recurso da Bridgeport Music reverteu este conceito. A nova regra no meio é ainda mais restrita: "obtém uma autorização ou não uses samples". O fair use nunca é considerado.

### Efeito no valor de um trabalho
O quarto factor mede o efeito que uma alegada infracção teve na capacidade do detentor dos direitos de autor em explorar o seu trabalho original. O tribunal não investiga apenas se o uso do trabalho danificou significativamente o mercado do detentor dos direitos de autor, mas também o que acontecerá ao mercado se se espalharem os novos usos do trabalho.
O ónus da prova pertence à defesa relativamente à utilização comercial do trabalho, mas ao detentor dos direitos de autor relativamente a usos não comerciais. Ver Sony Corp. v. Universal City Studios, 464 U.S. 417, 451 (1984) onde o detentor dos direitos de autor, a Universal Studios falhou em provar que o uso do Betamax reduziu a sua audiência ou afectou negativamente o seu negócio.
No caso relativo às memórias do Presidente Ford mencionado acima o Tribunal Supremo dos Estados Unidos chamou a este factor "o elemento isolado mais importante do fair use" (471 U.S. at 566) e terminou dando-lhe alguma primazia em análises fair use. Contudo o anúncio mais recente do tribunal supremo em Campbell v. Acuff-Rose Music, Inc., 510 U.S. at 578 (1994), afirma que todos os quatro factores devem ser explorados e os resultados analisados em conjunto, à luz da finalidade do copyright.
Na avaliação do quarto factor, os tribunais frequentemente consideram dois tipos de dano no potencial mercado do trabalho original. Primeiro os tribunais consideram se o uso em questão age como um substituto directo do trabalho original. Num caso o tribunal afirmou que este factor pesou contra um réu que fez trailers não autorizados para lojas de vídeo, uma vez que estes trailers actuaram como substitutos directos para detentor dos direitos de autor dos trailers oficiais. Ver Video Pipeline v. Buena Vista, 342 F.3d 191 (3d Cir. 2003). Por outro lado podemos questionar se Roland Barthes' substitui claramente Honoré de Balzac' na curta história "Sarrasine" como um substituto de mercado, uma vez que reproduz a mesma em curtos fragmentos acrescentando-lhe muita explicação crítica.
Depois os tribunais também consideram se existe dano no mercado potencial para além da directa substituição, tal como a potencial existência de um mercado de licenciamento. Esta consideração pesou contra lojas de cópias que fazem cópias de artigos para alunos em pacotes de copias de artigos. Ver Princeton Univ. Press v. Michigan Document Services, 99 F.3d 1381 (6th Cir. 1999).
É importante notar que os tribunais reconhecem que certos tipos de dano ao mercado não são contrários ao fair use, tal como nos casos em que paródia ou crítica negativa reduz o mercado do trabalho original. As regras de fair use, relativamente ao efeito no valor do trabalho, não protegem o mesmo da crítica adversa.

## Efeito da defesa defair use
O efeito prático desta lei e as decisões do tribunal que se lhe seguem, é que geralmente é possível citar um trabalho sobre copyright para criticar ou comentar o mesmo, para ensinar alunos sobre o mesmo e possivelmente para outros usos. Certos usos bem estabelecidos causam poucos problemas. Um professor que imprime algumas cópias de um poema para ilustrar uma técnica não terá problema nos quatro factores mencionados (excepto talvez em quantidade e substancialidade), mas em alguns casos não é tão claro.
Todos os factores são considerados e equilibrados em cada caso: um crítico literário que cite um parágrafo como exemplo do estilo de um autor irá provavelmente ser englobado no fair use mesmo que ele venda a sua crítica comercialmente.
Mas um sítio sem fins lucrativos que reproduza artigos de revistas técnicas irá provavelmente ser considerado infractor se o editor conseguir demonstrar que o sítio afecta o mercado para a revista, mesmo que o sítio em si mesmo seja de natureza não comercial.

## Uso como defesa
Fair use é uma defesa afirmativa à violação do direito de autor. Isto significa que se as acções do réu não constituem uma infracção dos direitos do queixoso (por exemplo porque os direitos do queixoso não estavam abrangidos pelo direito de autor ou que o réu não copiou uma porção significativa) o fair use nem sequer se põe como questão. Contudo significa também que uma vez que as afirmações do queixoso estão provadas em como existiu realmente a cópia do trabalho protegido, ao réu cabe-lhe o ónus da prova tendo provar que o seu acto de cópia deve ser desculpado como um fair use do trabalho do queixoso.
Devido ao facto que o ónus da prova pertence ao réu e não ao queixoso, alguns detentores de direitos de autor fazem frequentemente acusações de infracção, mesmo em circunstâncias onde o uso da defesa de fair use iria eventualmente ter êxito, na esperança que o utilizador se retraia de tal uso em vez de gastar dinheiro e tempo na sua defesa. Este tipo de processo judicial frívolo é parte de um problema maior na lei da primeira emenda: Os processos judiciais são iniciados em tribunal não pela correcta afirmação da razão, mas sim para dissuadir a participação popular, colocando elevados custos na defesa judicial dos mesmos.
Devido ao facto de que pagar uma licença de utilização pode tornar-se muito menos dispendioso do que ter um potencial processo judicial por violação do direito de autor (e ameaçar a publicação de um trabalho no qual o editor investiu recursos significativos), muitos autores procuram obter uma licença, mesmo para usos em que a lei de direito de autor o permite, sob o argumento de fair use, sem consequências penais.

## Uso com a paródia
Produtores e criadores de paródias de um trabalho protegido pelo direito de autor já foram processados por infracção pelo alvo da sua ridicularização, apesar de tal uso poder ser considerado fair use. Os casos de fair use relativos a paródias fazem distinção entre paródias (usar o trabalho para gozar com o próprio trabalho) e sátiras (usar o trabalho para gozar com outra coisa qualquer). Os tribunais tem mostrado mais vontade de garantir protecção fair use a paródias do que a sátiras. Contudo em ambas circunstâncias, o caso será analisado segundo a aplicação dos quatro factores descritos acima.
Em Campbell v. Acuff-Rose Music (1994), o Tribunal Supremo dos Estados Unidos reconheceu a paródia como um fair use, mesmo quando é feita em busca de lucro. O editor de Roy Orbison, Acuff-Rose Music Inc. processou os 2 Live Crew em 1989 pela utilização do trabalho de Orbison "Oh, Pretty Woman" numa versão de troça com as letras alteradas. O tribunal supremo considerou a versão dos "2 Live Crew" como um comentário ridículo do trabalho anterior e decidiu que quando a paródia é em si mesmo um produto e não apenas o uso para mera publicidade, o uso comercial não invalida a defesa de fair use. O tribunal que julgou o caso "Campbell" também distinguiu as paródias das sátiras as quais considerou uma crítica social mais abrangente, não necessariamente ligada à ridicularização de um trabalho específico, e que as sátiras não merecem as excepções concedidas às paródias porque nas sátiras o autor pode expressar-se sem a utilização de outro trabalho em particular.
Num caso mais recente de paródia, Suntrust v. Houghton Mifflin um processo judicial não foi bem sucedido contra a publicação de The Wind Done Gone que reutilizava muitos dos personagens e situações de E Tudo o Vento Levou, mas que contou a história do ponto de vista dos escravos em vez de sob o ponto de vista dos amos. O Tribunal de Apelação Décima Primeira Comarca aplicou o princípio estabelecido pelo caso "Campbell" e anulou a decisão do district court's contra a sua publicação.

## Na Internet
Num recente caso de tribunal Kelly v. Arriba Soft Corporation, estabelece e desenvolve uma relação entre miniaturas de imagens, hiperligações e fair use. No caso de tribunal do "Lower District Court" uma moção para julgamento sumário a empresa Arriba Soft foi considerada como infractora do direito de autor, sem poder invocar a defesa do fair use no uso de imagens miniatura (e respectivos links ao original) no seu motor de pesquisa. Esta decisão foi contestada e foi interposto um recurso pelos activistas da Electronic Frontier Foundation, que argumentaram que tal é claramente defensável pelo princípio do "fair use". No recurso o "9th Circuit Court of Appeals" decidiu que os thumbnails eram fair use e reenviou o caso para o tribunal de instância inferior para um novo julgamento, considerando a segunda opinião, em 7 de Julho de 2003. Os assuntos pendentes foram resolvidos com um julgamento padrão depois de a Arriba Soft ter passado por dificuldades económicas e falhado em atingir um acordo por negociação.

## Mal-entendidos comuns
Devido à ambiguidade do "fair use" é comum o mesmo ser mal interpretado. Aqui se descrevem alguns dos mal entendidos mais comuns com explicações sobre o porquê estes estão errados:
- "Está protegido pelo direito de autor, logo não pode ser fair use". O fair use descreve as condições segundo as quais o material segundo o direito de autor pode ser usado sem autorização. Se um trabalho não está protegido pelo direito de autor, está em domínio público e pode ser usado legalmente sem permissão sem recorrer às leis do "fair use"
- "Reconhecimento da fonte faz o uso "fair use"". Dar o nome do fotógrafo ou do autor pode ajudar mas não é suficiente por si mesmo. Note-se que o plágio é um assunto de ética profissional e não de direito de autor. O direito de autor protege a expressão das ideias e não as ideias. Enquanto o citar das fontes previne o plágio, o mesmo não é necessário para evitar a infracção do direito de autor, desde que as mesmas palavras não sejam utilizadas. Por outro lado uma pessoa pode plagiar um trabalho que não está protegido pelo direito de autor.
- "O uso não-comercial é fair use". Não é verdade, embora um juiz possa ter em conta a motivação do lucro ou a sua falta em conta.
- "A falta de um aviso de copyright significa que o trabalho está em domínio público". Nem sempre verdade. A lei dos Estados Unidos em vigor desde 1 de Março de 1989 tornou o copyright restrito no padrão para trabalhos novos. Para trabalhos produzidos entre 1 de Janeiro de 1978 e 1 de Março de 1989 o aviso de copyright é necessário (para trabalhos dos Estados Unidos), contudo o registo não é necessário . Qualquer trabalho americano que não tenha um registo formal ou aviso caía no domínio público se o registo não fosse feito de forma atempada. Para trabalhos internacionais a situação é ainda mais complexa. A autores internacionais que falharam no aviso de copyright ou registo no " U.S. copyright office " é-lhes dado remédios contemporâneos que podem restaurar a protecção do direito de autor americana se se verificarem determinadas condições.

Autores e empresas internacionais que falham no cumprimento destas medidas perdem o seu copyright. Um exemplo de uma empresa que falhou na prova do direito de autor foi a Roland e o copyright dos sons do seu sintetizador o MT-32.

## Fair use e as marcas registadas
Nos Estados Unidos existe ainda uma defesa de fair use na lei das marcas registadas baseada em princípios semelhantes. É garantida uma protecção mais limitada no caso das marcas registadas, geralmente especificando uma área geográfica e um mercado ao detentor do direito da marca.
A maioria das marcas adoptou palavras ou símbolos comumente utilizados na cultura, (por exemplo a Apple Inc.), em vez de inventar um nome novo (como a Kodak). Os tribunais têm reconhecido que a posse da marca registada não pode impedir outras pessoas de usarem a palavra ou o símbolo noutros sentidos. Sempre que a marca registada é uma palavra descritiva ou um símbolo comum, tal como o pinheiro mais dificuldade terá o detentor dos direitos da marca em controlar a forma como é usada.
O nome das marcas podem ainda ser usadas por um não-proprietário dos direitos da marca para se referir ao produto ou à sua fonte, tal como para proteger a crítica e análise a um produto. A lei dos Estados Unidos permite ainda o uso do nome pela concorrência para realizar publicidade comparativa (mais restritiva em Portugal).
Ambas estas excepções exigem que a marca não seja usada pelo não-proprietário (dos direitos da marca) para confundir os consumidores sobre a fonte do seu produto. Geralmente isto traduz-se numa exigência semelhante à efectuada pela defesa do fair use na lei do direito de autor: que não seja usado mais do que o estritamente necessário para o fim legítimo.

## Comparação com outros países
Os Estados Unidos e as Filipinas são os únicos países com uma doutrina de "fair use". Contudo limitações ao direito de autor comparáveis podem ser encontradas no estatuto de direito de autor de muitas nações, no entanto com várias diferenças.
A maioria de outros países com sistemas jurídicos baseados na Common-law têm uma doutrina conhecida como fair dealing, que é definida como uma forma contida através de uma enumerada lista de causas de excepção, que deixa pouca margem de manobra para uma interpretação do juiz. Os países que baseiam sua legislação na "Civil law (Direito romano, no qual se baseia, dentre outras, a legislação brasileira e também a legislação portuguesa)" também tornaram lei uma lista específica e restrita de excepções. Por oposição o "fair use" tende a ser uma doutrina aberta e sem-fim, pois os factores são ponderados pelos juízes dos Estados Unidos numa base de caso a caso em vez de generalizar.

## No Brasil
A doutrina do fair use não existe na legislação brasileira. Porém a Lei de Direitos Autorais (LDA) brasileira prevê limitações dos direitos autorais (“uso livre”), que são tratadas no capítulo IV da lei Limitação do Direito Autoral (LDA): A lei indica o uso livre à três pressupostos: o trecho copiado não pode ser o “núcleo” da monografia, não pode prejudicar a exploração da obra citada, e; não pode causar prejuízos injustificados ao autor. Percebe-se que esta limitação do direito autoral é vaga e de difícil aplicação.
Art. 46. Não constitui ofensa aos direitos autorais:
   I - a reprodução:
     a) na imprensa diária ou periódica, de notícia ou de artigo informativo, publicado em diários ou periódicos, com a menção do nome do autor, se assinados, e da publicação de onde foram transcritos;
     b) em diários ou periódicos, de discursos pronunciados em reuniões públicas de qualquer natureza;
     c) de retratos, ou de outra forma de representação da imagem, feitos sob encomenda, quando realizada pelo proprietário do objeto encomendado, não havendo a oposição da pessoa neles representada ou de seus herdeiros;
     d) de obras literárias, artísticas ou científicas, para uso exclusivo de deficientes visuais, sempre que a reprodução, sem fins comerciais, seja feita mediante o sistema Braille ou outro procedimento em qualquer suporte para esses destinatários;
   II - a reprodução, em um só exemplar de pequenos trechos, para uso privado do copista, desde que feita por este, sem intuito de lucro;
   III - a citação em livros, jornais, revistas ou qualquer outro meio de comunicação, de passagens de qualquer obra, para fins de estudo, crítica ou polêmica, na medida justificada para o fim a atingir, indicando-se o nome do autor e a origem da obra;
   IV - o apanhado de lições em estabelecimentos de ensino por aqueles a quem elas se dirigem, vedada sua publicação, integral ou parcial, sem autorização prévia e expressa de quem as ministrou;
   V - a utilização de obras literárias, artísticas ou científicas, fonogramas e transmissão de rádio e televisão em estabelecimentos comerciais, exclusivamente para demonstração à clientela, desde que esses estabelecimentos comercializem os suportes ou equipamentos que permitam a sua utilização;
   VI - a representação teatral e a execução musical, quando realizadas no recesso familiar ou, para fins exclusivamente didáticos, nos estabelecimentos de ensino, não havendo em qualquer caso intuito de lucro;
   VII - a utilização de obras literárias, artísticas ou científicas para produzir prova judiciária ou administrativa;
   VIII - a reprodução, em quaisquer obras, de pequenos trechos de obras preexistentes, de qualquer natureza, ou de obra integral, quando de artes plásticas, sempre que a reprodução em si não seja o objetivo principal da obra nova e que não prejudique a exploração normal da obra reproduzida nem cause um prejuízo injustificado aos legítimos interesses dos autores.
Art. 47. São livres as paráfrases e paródias que não forem verdadeiras reproduções da obra originária nem lhe implicarem descrédito.
Art. 48. As obras situadas permanentemente em logradouros públicos podem ser representadas livremente, por meio de pinturas, desenhos, fotografias e procedimentos audiovisuais.

### Legislação sobre programas de computador
Art. 6º Não constituem ofensa aos direitos do titular de programa de computador:
        I
- a reprodução, em um só exemplar, de cópia legitimamente adquirida, desde que se destine à cópia de salvaguarda ou armazenamento eletrônico, hipótese em que o exemplar original servirá de salvaguarda;
        II
- a citação parcial do programa, para fins didáticos, desde que identificados o programa e o titular dos direitos respectivos;
       
III - a ocorrência de semelhança de programa a outro, preexistente, quando se der por força das características funcionais de sua aplicação, da observância de preceitos normativos e técnicos, ou de limitação de forma alternativa para a sua expressão;
        IV
- a integração de um programa, mantendo-se suas características essenciais, a um sistema aplicativo ou operacional, tecnicamente indispensável às necessidades do usuário, desde que para o uso exclusivo de quem a promoveu.

## Limitações do direito autoral em Portugal
Artigo 75.º Âmbito
1 — São excluídos do direito de reprodução os actos de reprodução temporária que sejam transitórios ou acessórios, que constituam parte integrante e essencial de um processo tecnológico e cujo único objectivo seja permitir uma transmissão numa rede entre terceiros por parte de um intermediário, ou uma utilização legítima de uma obra protegida e que não tenham, em si, significado económico. Na medida em que cumpram as condições expostas, incluem-se os actos que possibilitam a navegação em redes e a armazenagem temporária, bem como os que permitem o funcionamento eficaz dos sistemas de transmissão, desde que o intermediário não altere o conteúdo da transmissão e não interfira com a legítima utilização da tecnologia conforme os bons usos reconhecidos pelo mercado, para obter dados sobre a utilização da informação, e em geral os processos meramente tecnológicos de transmissão.
2 — São lícitas, sem o consentimento do autor, as seguintes utilizações da obra:
a) A reprodução, para fins exclusivamente privados, em papel ou suporte similar, realizada através de qualquer tipo de técnica fotográfica ou processo com resultados semelhantes, com excepção das partituras, bem como a reprodução em qualquer meio realizada por pessoa singular para uso privado e sem fins comerciais directos ou indirectos;
b) A reprodução e a colocação à disposição do público, pelos meios de comunicação social, para fins de informação, de discursos, alocuções e conferências pronunciadas em público que não entrem nas categorias previstas no artigo 7.º, por extracto ou em forma de resumo;
c) A selecção regular de artigos de imprensa periódica, sob forma de revista de imprensa;
d) A fixação, reprodução e comunicação pública, por quaisquer meios, de fragmentos de obras literárias ou artísticas, quando a sua inclusão em relatos de acontecimentos de actualidade for justificada pelo fim de informação prosseguido;
e) A reprodução, no todo ou em parte, de uma obra que tenha sido previamente tornada acessível ao público, desde que tal reprodução seja realizada por uma biblioteca pública, um arquivo público, um museu público, um centro de documentação não comercial ou uma instituição científica ou de ensino, e que essa reprodução e o respectivo número de exemplares se não destinem ao público, se limitem às necessidades das actividades próprias dessas instituições e não tenham por objectivo a obtenção de uma vantagem económica ou comercial, directa ou indirecta, incluindo os actos de reprodução necessários à preservação e arquivo de quaisquer obras;
f) A reprodução, distribuição e disponibilização pública para fins de ensino e educação, de partes de uma obra publicada, contando que se destinem exclusivamente aos objectivos do ensino nesses estabelecimentos aos objectivos do ensino nesses estabelecimentos e não tenham por objectivo a obtenção de uma vantagem económica ou comercial, directa ou indirecta;
g) A inserção de citações ou resumos de obras alheias, quaisquer que sejam o seu género e natureza, em apoio das próprias doutrinas ou com fins de crítica, discussão ou ensino, e na medida justificada pelo objectivo a atingir;
h) A inclusão de peças curtas ou fragmentos de obras alheias em obras próprias destinadas ao ensino;
i) A reprodução, a comunicação pública e a colocação à disposição do público a favor de pessoas com deficiência de obra que esteja directamente relacionada e na medida estritamente exigida por essas específicas deficiências, e desde que não tenham, directa ou indirectamente, fins lucrativos;
j) A execução e comunicação públicas de hinos ou de cantos patrióticos oficialmente adoptados e de obras de carácter exclusivamente religioso durante os actos de culto ou as práticas religiosas;
l) A utilização de obra para efeitos de publicidade relacionada com a exibição pública ou venda de obras artísticas, na medida em que tal seja necessário para promover o acontecimento, com exclusão de qualquer outra utilização comercial;
m) A reprodução, comunicação ao público ou colocação à disposição do público, de artigos de actualidade, de discussão económica, política ou religiosa, de obras radiodifundidas ou de outros materiais da mesma natureza, se não tiver sido expressamente reservada;
n) A utilização de obra para efeitos de segurança pública ou para assegurar o bom desenrolar ou o relato de processos administrativos, parlamentares ou judiciais;
o) A comunicação ou colocação à disposição de público, para efeitos de investigação ou estudos pessoais, a membros individuais do público por terminais destinados para o efeito nas instalações de bibliotecas, museus, arquivos públicos e escolas, de obras protegidas não sujeitas a condições de compra ou licenciamento, e que integrem as suas colecções ou acervos de bens;
p) A reprodução efectuada por instituições sociais sem fins lucrativos, tais como hospitais e prisões, quando a mesma seja transmitida por radiodifusão;
q) A utilização de obras, como, por exemplo, obras de arquitectura ou escultura, feitas para serem mantidas permanentemente em locais públicos;
r) A inclusão episódica de uma obra ou outro material protegido noutro material;
s) A utilização de obra relacionada com a demonstração ou reparação de equipamentos;
t) A utilização de uma obra artística sob a forma de um edifício, de um desenho ou planta de um edifício para efeitos da sua reconstrução.
3 — É também lícita a distribuição dos exemplares licitamente reproduzidos, na medida justificada pelo objectivo do acto de reprodução.
4 — Os modos de exercício das utilizações previstas nos números anteriores, não devem atingir a exploração normal da obra, nem causar prejuízo injustificado dos interesses legítimos do autor.
5 — É nula toda e qualquer cláusula contratual que vise eliminar ou impedir o exercício normal pelos beneficiários das utilizações enunciadas nos nºs 1, 2 e 3 deste artigo, sem prejuízo da possibilidade de as partes acordarem livremente nas respectivas formas de exercício, designadamente no respeitante aos montantes das remunerações equitativas.